# 棒囊菌目
棒囊菌目（学名：Coryneliales）为散囊菌纲的一目真菌。

## 下属分类
- 棒囊菌科 Coryneliaceae
- 孤囊菌科 Eremascaceae